# Emirati Arabi Uniti ai Giochi della XXVI Olimpiade
Gli Emirati Arabi Uniti hanno partecipato alle Giochi della XXVI Olimpiade di Atlanta, svoltisi dal 19 luglio al 4 agosto 1996, con una delegazione di 4 atleti.

## Risultati

### Atletica leggera
| Atleta           | Evento      | Batteria  | Batteria  | Quarto di finale | Quarto di finale | Semifinale | Semifinale | Finale          | Finale          |
| Atleta           | Evento      | Risultato | Posizione | Risultato        | Posizione        | Risultato  | Posizione  | Risultato       | Posizione       |
| ---------------- | ----------- | --------- | --------- | ---------------- | ---------------- | ---------- | ---------- | --------------- | --------------- |
| Mohamed Al-Aswad | 200 m piani | 21"77     | 6°        | N.D.             | N.D.             | N.D.       | N.D.       | non qualificato | non qualificato |

### Nuoto
| 100 m stile libero | Khuwaiter Al-Dhaheri | 57"70 | 4 | N.D. | N.D. | N.D. | N.D. |  |  |

### Ciclismo
Maschile
| Atleta            | Evento         | Tempo | Classifica |
| ----------------- | -------------- | ----- | ---------- |
| Ali Sayed Darwish | Corsa in linea |       |            |

### Tiro a segno/volo
Maschile
| Atleta             | Evento    | Qualificazione | Qualificazione | Finale          | Finale          |
| Atleta             | Evento    | Punteggio      | Classifica     | Punteggio       | Classifica      |
| ------------------ | --------- | -------------- | -------------- | --------------- | --------------- |
| Nabil Abdul Tahlak | Fucile AC | 569            | 43°            | non qualificato | non qualificato |